# Duško Vujošević

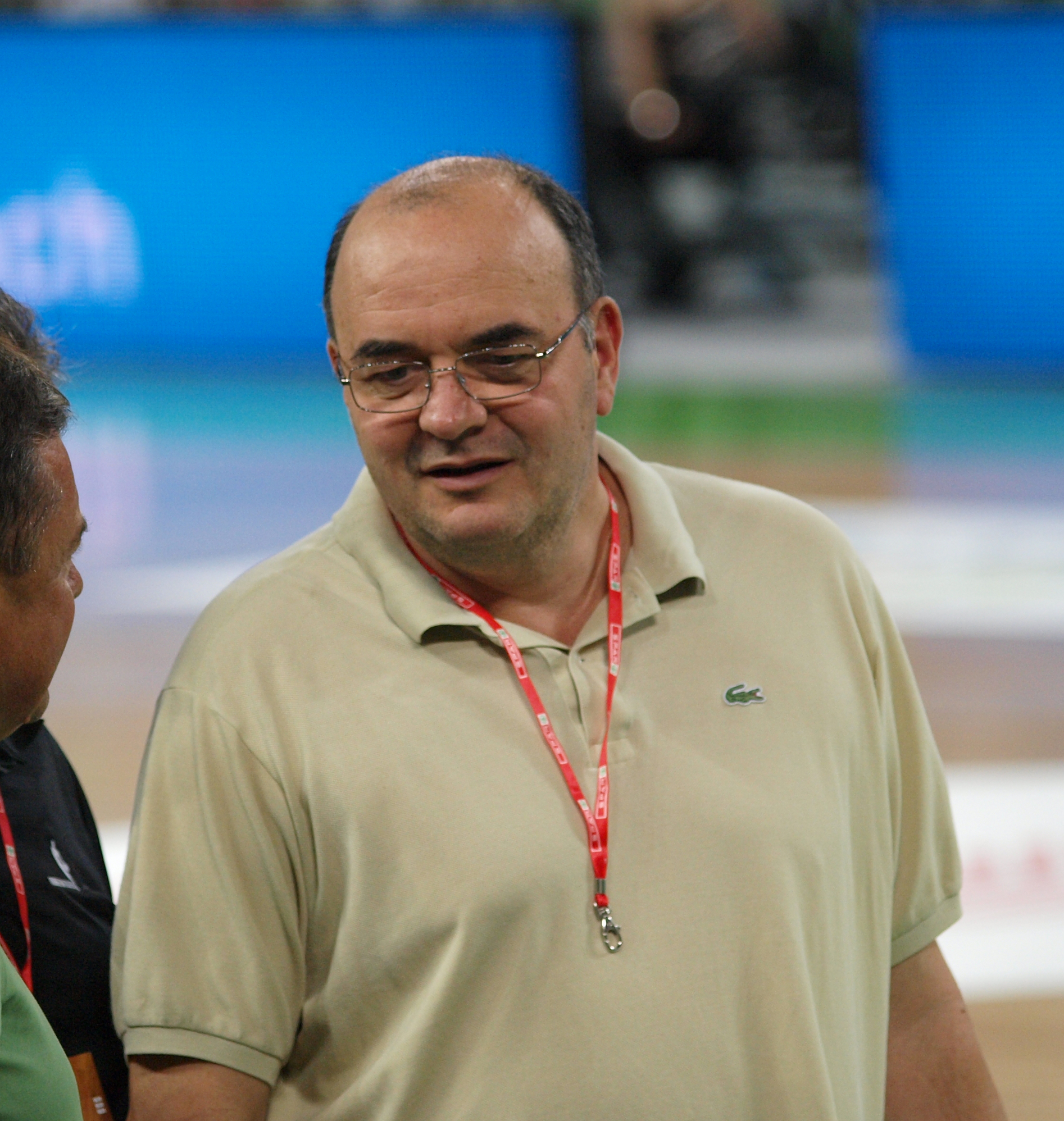
Duško Vujošević im Jahr 2011

Duško Vujošević (* 3. März 1959 in Podgorica) ist ein montenegrinischer Basketballtrainer.

## Laufbahn
Vujošević trainierte bereits als Jugendlicher Nachwuchsmannschaften bei Partizan Belgrad. Diese Tätigkeit übte er bis 1982 aus, arbeitete dann ein Jahr bei OKK Belgrad, in dem er den OKK-Nachwuchs zum Gewinn der jugoslawischen Jugendmeisterschaft führte. Gleichzeitig gehörte er zum Trainerstab von OKKs Herrenmannschaft. Im Laufe der Saison 1986/87 wurde ihm im Alter von 26 Jahren das Traineramt bei Partizans Herrenmannschaft anvertraut. In seinem ersten Jahr führte er die Mannschaft zum Gewinn der jugoslawischen Meisterschaft, und erreichte mit ihr 1988 das Halbfinale des Europapokals der Landesmeister. Zu seinem Aufgebot, das in der Vorschlussrunde gegen Maccabi Tel Aviv ausschied, gehörten seinerzeit Spieler wie Vlade Divac, Zarko Paspalj, Željko Obradović und Aleksandar Đorđević. Im Sommer 1988 führte er Jugoslawiens U18-Nationalmannschaft mit Spielern wie Predrag Danilović, Arijan Komazec und Žan Tabak zum Gewinn des Europameistertitels dieser Altersklasse. 1989 gewann Partizan unter Vujošević den Korac-Cup. Anschließend wechselte er nach Spanien und betreute dort 1989/90 CD Oximesa in der Liga ACB. 1990/91 hatte er wieder bei Partizan Belgrad auf der Bank das Sagen, 1991/92 trainierte er den Stadtrivalen Roter Stern.
Von 1992 bis 1995 war er in Italien bei Basket Brescia tätig, zwischen 1995 und 1997 im selben Land bei Olimpia Pistoia und in der Saison 1997/98 bei Scavolini Pesaro (ebenfalls Italien). Vujošević arbeitete 1998/99 bei Buducnost Podgorica und ging dann nach Belgrad zurück, betreute dort Radnički von 1999 bis 2001.
2001 trat Vujošević wieder das Traineramt bei Partizan Belgrad an. In seiner dortigen zweiten Amtszeit (bis 2010) gewann er mit der Mannschaft 2002 den jugoslawischen Meistertitel, in den Jahren 2003, 2004, 2005, 2006 den Meistertitel Serbiens und Montenegros sowie 2007, 2008, 2009 und 2010 die serbische Meisterschaft. Auch in der Adriatischen Basketballliga holte er mit Partizan mehrfach den Titel, nämlich 2007, 2008, 2009 und 2010. 2009 wurde er als EuroLeague-Trainer des Jahres ausgezeichnet, 2010 erreichte Vujošević mit Partizan das Halbfinale der Euroleague. 2003 war er zusätzlich Trainer der Nationalmannschaft Serbiens und Montenegros und von 2007 bis 2010 Nationaltrainer Montenegros.
Er nahm im Sommer 2010 ein Angebot von ZSKA Moskau an, bereits Ende November 2010 ging die Zusammenarbeit zu Ende. In der Euroleague hatte Moskau unter Vujošević nur einen Sieg aus sechs Spielen geholt.
2012 begann seine dritte Amtszeit bei Partizan Belgrad. Er führte die Mannschaft 2013 zum serbischen Meistertitel sowie zum Gewinn der Adriatischen Basketballliga. 2015 ging seine Tätigkeit bei Partizan zu Ende. Für Aufsehen hatte er im Oktober 2014 gesorgt, als er gegenüber einem seiner Spieler bei Partizan, Bogdan Bogdanović, handgreiflich wurde, nachdem gegen Bogdanović ein technisches Foul verhängt worden war.
Mitte Januar 2016 wurde Vujošević als Trainer beim französischen Erstligisten Limoges CSP vorgestellt. Er arbeitete bis zum Ende der Saison 2016/17 in Limoges und war anschließend 2017 und 2018 Nationaltrainer Bosniens und Herzegowinas. 2018 musste er sich einer Nierentransplantation unterziehen. In der Sommerpause 2019 trat er das Traineramt beim rumänischen Verein U-BT Cluj-Napoca an. In der Saison 2019/20 stand er mit Cluj-Napoca auf dem ersten Tabellenplatz der rumänischen Liga, als der Spielbetrieb im März 2020 wegen der Ausbreitung von Covid-19 abgebrochen wurde. Das Fachportal eurobasket.com zeichnete ihn als besten Trainer der Saison 2019/20 in der rumänischen Liga aus. In der Saison 2020/21 führte er Cluj-Napoca zum Gewinn des rumänischen Meistertitels und verließ die Mannschaft anschließend, da ihm das vorgelegte Vertragsangebot nicht zusagte.
Vujošević hat während seiner Laufbahn zahlreiche Spieler gefördert, die im Weltbasketball auf Vereins- und Nationalmannschaftsebene Karriere machten, darunter Vlade Divac, Zarko Paspalj, Aleksandar Đorđević, Predrag Danilović, Predrag Drobnjak, Nikola Peković, Bogdan Bogdanović, Jan Vesely und Joffrey Lauvergne. Er ist bekannt dafür, Spieler mit teils ungewöhnlichen Trainingsmethoden aus- und weiterzubilden und bezeichnet sich selbst als Basketballlehrer.